# Persécution des païens dans l'Empire romain tardif

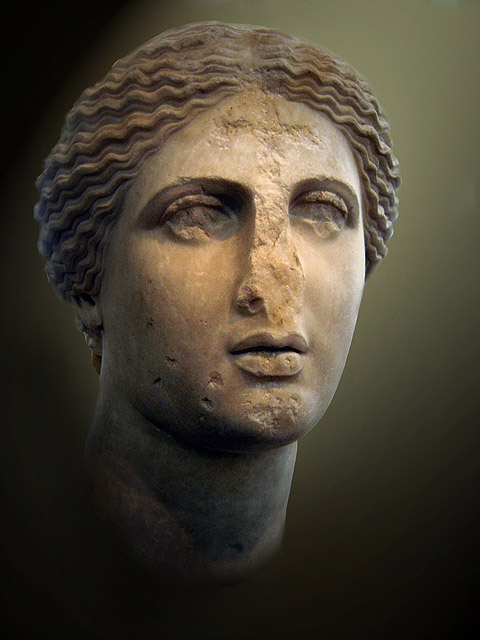
Tête d'Aphrodite, copie romaine (Ier siècle) d'un original de Praxitèle, portant des marques chrétiennes sur le front et le menton. La tête trouvée à l'agora romaine d'Athènes est conservée au Musée national archéologique d'Athènes.

La persécution des païens dans l'Empire romain tardif débute sous le règne de Constantin Ier (306-337) dans la colonie militaire d'Ælia Capitolina (Jérusalem), lorsqu'il détruit un temple et fait construire une église. Constantin justifie cette destruction ainsi :  puisque les historiens chrétiens ont affirmé qu'Hadrien (IIe siècle) avait construit un temple d'Aphrodite sur le site de la crucifixion de la colline du Golgotha, afin d'y réprimer la vénération judéo-chrétienne, l'empereur ne faisait qu'en récupérer la propriété. Constantin et ses successeurs instituent de nombreuses lois anti-païennes. En 341, son fils Constance II interdit les sacrifices païens en Italie romaine. En 356, il promulgue deux autres lois interdisant le sacrifice et le culte des images, en faisant des crimes capitaux, et ordonnant la fermeture de tous les temples. En 357, Constance se rend à Rome, et ordonne que l'autel de la victoire soit retiré du Sénat. La statue de la victoire fut, elle, autorisée à rester.
Cependant il persiste une tolérance relative envers le paganisme de 312 à 375. Elle prend fin sous les règnes de trois empereurs, Gratien, Valentinien II et Théodose Ier. L'influence des lois anti-païennes reste débattue : à une historiographie ancienne considérant un rapide déclin du paganisme, confronté à un christianisme intolérant, succède une interprétation plus nuancée, qui envisage un lent déclin du paganisme, nourri d'interactions diverses avec les chrétiens. La sociologie moderne invite à la prudence lorsqu'on tente d'appliquer les définitions modernes de la persécution et de la tolérance à l'époque antique.

## Contexte
L'Antiquité reste une période très controversée. La périodisation est toujours débattue et doit encore être définie avec précision, mais on considère généralement que l'Antiquité tardive commence après la fin de la crise du IIIe siècle de l'empire romain (235-284 après J.-C.) et s'étend jusqu'à environ 600 après J.-C. en Occident, et 800-1000 après J.-C. en Orient.
Walter Kaegi décrit le monde de l'Antiquité tardive comme un monde dans lequel le paganisme stagne, car il n'a pas réussi à contester l'émergence du christianisme et à s'adapter avec succès[réf. souhaitée]. Pour l'archéologue Richard Bayliss, la civilisation romaine et ses nombreux cultes étaient déjà en déclin bien avant les empereurs chrétiens de l'Antiquité : certains aspects de la religion païenne ont décliné, tandis que les aspects populaires de la pratique païenne se maintiennent souvent sous un vernis chrétien. Selon Bayliss, c'est le cas pour tous les aspects de la société touchés par la religion, des méthodes de culte aux arts décoratifs, en passant par l'architecture. Roger S. Bagnall met en garde contre le fait que « l'on ne doit pas supposer que le déclin de la religion païenne et la montée du christianisme sont simplement liés »[réf. souhaitée].
L'archéologie contemporaine indique qu'il n'existe pas de récit unique de la fin du paganisme, et qu'au contraire, il varie d'un endroit à l'autre. Dans les régions éloignées de la cour impériale, la fin du paganisme a été le plus souvent progressive. Les frontières entre les communautés restent fluides et  montrent « une coexistence doublée d'un esprit de compétition ». Pour l'historien Peter Brown « dans la plupart des régions, les polythéistes n'ont pas été molestés et, à part quelques incidents de violence locale, les communautés juives ont également joui d'un siècle d'existence stable, voire privilégiée »[réf. souhaitée]. Les païens n'ont pas été anéantis ou complètement convertis au cinquième siècle comme le prétendaient les sources chrétiennes. Les païens traditionalistes se sont révélés difficiles à convertir, et ils existaient en nombre suffisant pour préserver un large éventail de pratiques païennes jusqu'au VIe siècle, voire au-delà dans certains endroits.
Pour certains érudits comme Garth Fowden (en), les temples païens de l'ensemble du monde méditerranéen avaient été détruits par un iconoclasme chrétien déterminé à la fin du quatrième et au début du cinquième siècle[réf. souhaitée]. En 1939, l'archéologue Friedrich Wilhelm Deichmann (de) a de même affirmé que les temples païens qui n'avaient pas été détruits ont été convertis en églises dans tout l'empire[réf. souhaitée]. Cependant, les recherches ultérieures, telles que celles des archéologues Richard Bayliss et Luke Lavan, ont tendance à réfuter certains aspects de ce tableau en termes de chronologie et d'intensité. Selon l'étude de Bayliss, sur les milliers de temples païens, 120 temples ont été convertis en églises dans tout l'empire, et seulement un tiers avant la fin du cinquième siècle. La désacralisation et la destruction sont attestées dans 43 cas par des sources écrites, mais seuls 4 exemples ont été confirmés par les preuves archéologiques.
En raison du manque d'argent la plupart des temples étaient — sans que l'iconoclasme n'intervienne — condamnés soit à être démantelés, soit à être éventuellement convertis à d'autres usages, tant séculiers que chrétiens. Les temples restaient exposés aux mêmes forces qui changeaient progressivement l'aspect des villes elles-mêmes, comme par exemple l'impact financier prolongé de la crise du troisième siècle[réf. souhaitée].
La période de l'Antiquité tardive a également été marquée par une série de tremblements de terre dévastateurs qui ont secoué la Méditerranée orientale. La ville d'Éphèse aurait gravement souffert d'un tremblement de terre et n'a jamais été correctement réparée, faute de fonds. Les tremblements de terre du début du IVe siècle semblent avoir détruit le temple d'Apollon et d'autres bâtiments publics à Hyle, près de Paphos, à Chypre. Le temple n'a pas été reconstruit. L'Afrique du Nord semble avoir été frappée par une série de séismes dans les années 360, avec un tremblement de terre particulièrement dévastateur et célèbre enregistré en 365.
Richard Hanson affirme que la conversion directe des temples en églises n'a commencé qu'au milieu du Ve siècle, à l'occasion de quelques incidents isolés. À Rome, le Panthéon est le premier temple à être converti en 609. Pour Bayliss, la conversion des édifices religieux s'opérait avec un pragmatisme qui rappelle la nécessité de la « réutilisation » dans l'Antiquité tardive. De nombreux terrains à bâtir désaffectés ou mal entretenus — et pas seulement les sites des temples — étaient utilisés à de nouvelles fins à une époque où des efforts considérables étaient déployés pour rajeunir les centres urbains et restaurer les monuments. Ainsi, « la vieillesse et le délabrement progressif ont été les principaux facteurs de la disparition des temples ».
Michele R. Salzman (en) indique que la persécution des païens dans l'Antiquité n'est pas aussi forte qu'on se l'imagine fréquemment, notamment parce que la lutte contre les hérétiques était prioritaire pour la plupart des chrétiens des quatrième et cinquième siècles. Ramsay MacMullen note également que presque toute la violence qui suit le règne de Constantin résulte de conflits entre des sectes chrétiennes. Ainsi, pour Brown, « toute tentative de dessiner une échelle de violence à cette époque doit placer au sommet la violence des chrétiens les uns envers les autres ».

## Politique religieuse de Constantin
Bien que Constantin ait ouvertement soutenu le christianisme après 324, certains témoignages indiquent qu'il est resté tolérant envers les païens. Sa ville, Constantinople comprenait des sanctuaires pour les Dioscures et pour Tyché. Selon l'historien Hans-Ulrich Wiemer (de), il y a de bonnes raisons de croire que les temples ancestraux d'Hélios, d'Artémis et d'Aphrodite ont continué à fonctionner à Constantinople.
Constantin a régné de 306 à 337, et n'a jamais interdit le paganisme ; selon les termes de l'édit de Milan, il a décrété que les polythéistes pouvaient « célébrer les rites d'une illusion démodée », tant qu'ils ne forçaient pas les chrétiens à s'y joindre[réf. souhaitée]. L'historien Harold A. Drake souligne que cet édit appelait à la paix et à la tolérance : « Que personne ne se dérange, que chacun s'attache à ce que son âme désire... ». Pour cet historien, il est possible que Constantin aie tenté de créer une société acceptant le syncrétisme religieux.
Ainsi, Constantin favorisait ceux qui étaient ouverts au consensus, choisissait les pragmatiques plutôt que les idéologues et souhaitait certes la paix et l'harmonie, « mais aussi l'inclusion et la flexibilité ». La politique religieuse de Constantin visait à inclure l'Église dans une politique plus large d'unité civique, même si ses opinions personnelles favorisaient sans aucun doute une religion plutôt qu'une autre. 
Constantin a détruit des sanctuaires, dont les prestigieux Asclépiéions de Cilicie, et en a pillé beaucoup, mais n'était généralement pas favorable à la suppression du paganisme par la force. La principale approche de Constantin envers les païens était d'utiliser la séduction en rendant l'adoption du christianisme bénéfique. Constantin interdisait sporadiquement les sacrifices publics et fermait les temples païens, mais il n'exerçait que très peu de pression sur les païens pris individuellement, et il n'y avait pas de martyrs païens[réf. souhaitée]. Certains païens ont perdu la vie, dans l'entourage de la cour impériale, mais il n'existe aucune preuve d'assassinats judiciaires pour des sacrifices illégaux avant Tibère II Constantin (574-582).

### Conversion et baptême

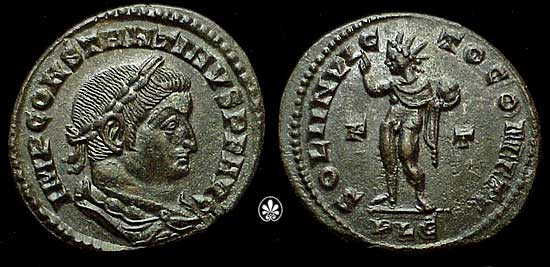
Pièce de monnaie de Constantin commémorant le culte païen de Sol Invictus.

La question de la conversion de Constantin est complexe. Ainsi, « si certains sont d'avis que la conversion de Constantin était authentique, d'autres pensent que sa politique de soutien aux chrétiens était motivée par l'opportunisme politique ». Si sa foi semble sincère, Constantin n'est cependant pas un catéchumène instruit, et n'est baptisé que tardivement, sur son lit de mort.
Le dimanche 8 novembre 324, Constantin fait de Byzance sa nouvelle résidence, Constantinoupolis — « ville de Constantin » — en requérant le concours des prêtres païens locaux, des astrologues et des augures. Puis, l'empereur retourne à Rome célébrer les decennalia. Deux ans plus tard Constantin quitte Rome, et le lundi 4 novembre 328 de nouveaux rituels sont organisés pour consacrer la ville, qui devient la nouvelle capitale de l'empire romain. Le philosophe néoplatonicien Sopater et le pontifex maximus Praetextus y participent.
Un an et demi plus tard, le lundi 11 mai 330, lors de la fête de Saint Mocius (en), la dédicace est commémorée par l'émission de pièces portant l'inscription Sol Invictus. Constantin fait ériger une statue de la déesse de la fortune Tyché, ainsi qu'une colonne au sommet de laquelle se trouvait une statue en or d'Apollon, avec le visage de Constantin tourné vers le soleil. Ainsi, « Constantinople était nouvellement fondée, mais elle évoquait délibérément le passé romain tant sur le plan religieux que politique ».
Cependant, il ne fait aucun doute que Constantin s'est réellement converti au christianisme. Constantin dénonce l'idolâtrie du paganisme dans ce même document aux provinciaux où il épouse la tolérance. Constantin et ses contemporains chrétiens ne considéraient pas le paganisme comme une religion vivante, mais comme une superstition, une « illusion démodée ». Il ordonna l'exécution de prêtres eunuques en Égypte parce qu'ils avaient transgressé ses normes morales, et fit de nombreux commentaires méprisants à l'égard de l'ancienne religion ; il écrivit sur la « véritable obstination » des païens, sur leurs « rites et cérémonies malavisés » et sur leurs « temples du mensonge », qu'il opposa aux « splendeurs de la maison de la vérité ». Dans une lettre ultérieure au roi de Perse, Constantin rappela qu'il évitait « le sang abominable et les odeurs haineuses » des sacrifices païens, et adorait au contraire le Dieu suprême à genoux.
Les historiens de l'Église indiquent que Constantin s'est converti au christianisme et a été baptisé sur son lit de mort, faisant ainsi de lui le premier empereur chrétien, Lenski observe que le mythe du baptême de Constantin par le pape Sylvestre Ier s'est développé vers la fin du cinquième siècle dans une représentation romantique de la vie de l'évêque, qui a été transmise sous le nom de Actus beati Sylvestri papae (CPL 2235). Ce mythe permet d'absoudre l'église médiévale d'un embarras majeur : Le baptême de Constantin par un évêque arien, Eusèbe de Nicomédie, qui a eu lieu pendant la campagne de Perse. Alors que Constantin traversait la Terre Sainte avec l'intention d'être baptisé dans le Jourdain, il est tombé gravement malade à Nicomédie, où il a été rapidement baptisé. Il est mort peu après, le 22 mai 337, dans une villa nommée Achyron.

### Interdiction des sacrifices
Pour l'historien antiquisant Scott Bradbury la politique de Constantin à l'égard des païens est ambiguë, et « aucun aspect n'a été plus controversé que l'affirmation selon laquelle il a interdit les sacrifices de sang ». Les sources sont contradictoires : Eusèbe de Césarée l'affirme, mais Libanios, un historien contemporain de Constantin indique que Constance II est à l'origine de cette interdiction,. Eusèbe de Césarée indique dans sa Vie de Constantin que l'empereur a proclamé une nouvelle loi nommant principalement des gouverneurs chrétiens, et également une loi interdisant à tout fonctionnaire païen de sacrifier dans le cadre de sa fonction officielle.
Constantin, dans sa Lettre aux Provinciaux de l'Est, ne mentionne jamais de loi contre les sacrifices. Pour l'archéologue Luc Lavan, le sacrifice sanglant connaissait déjà une perte de popularité, tout comme la construction de temples, sans que cela soit pour autant lié à la politique anti-païenne. Selon Drake, si Constantin abhorrait personnellement les sacrifices et a bien supprimé l'obligation d'y participer de la liste des devoirs des fonctionnaires impériaux,  les preuves d'une interdiction générale des sacrifices restent faibles, alors que les éléments attestant de leur pratique continue sont plus nombreux.

### Législation contre la magie et la divination privée
D'après Maijastina Kahlos, spécialiste de  littérature romaine, la religion pré-chrétienne était une pratique résolument publique. Par conséquent, la divination privée, l'astrologie et les « pratiques chaldéennes » — formules, incantations et imprécations destinées à repousser les démons et à protéger l'invocateur — [réf. souhaitée]  sont les premières à être bannies. Ces rituels religieux, privés et secrets, étaient souvent associés à la trahison et aux complots contre l'empereur.
L'Église se prononce fréquemment contre la magie. Au milieu du IVe siècle, la pratique prophétique des oracles de Delphes et de Didyme est définitivement éradiquée. Cependant, l'Église pourchasse surtout les pratiques de divination domestiques, et notamment la théurgie, ou les techniques d'interprétation des rêves, qu'elle considère alors comme « l'aspect le plus pernicieux de l'esprit païen ».
Le décret de Constantin contre la divination privée ne classe pas la divination elle-même parmi les pratiques magiques, et si les rituels secrets sont proscrits, Constantin permet aux haruspices de pratiquer leurs rituels en public.

### Désacralisation, destruction et pillage des temples

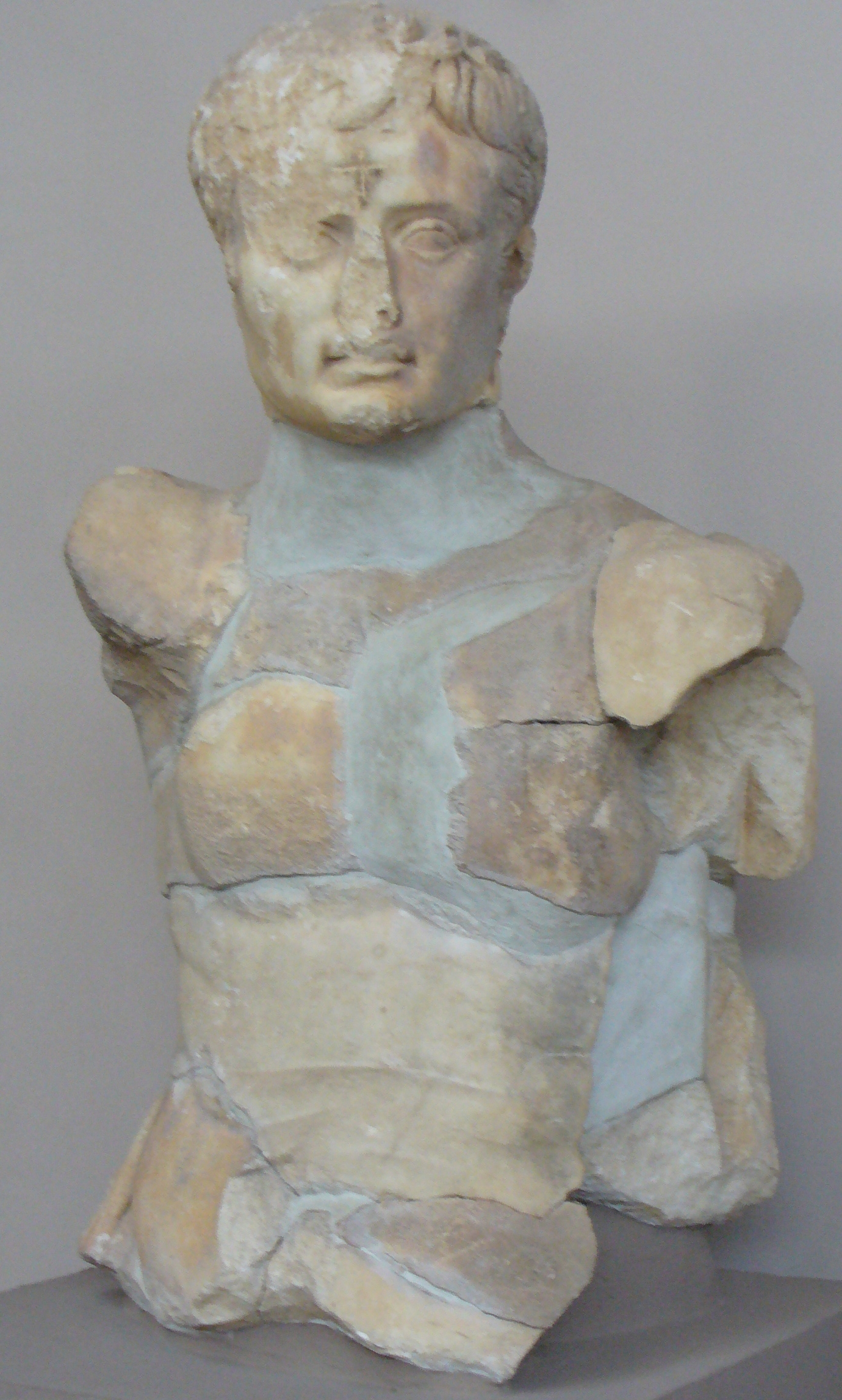
Statue votive d'Auguste, portant la marque d'une récupération chrétienne sur le front. La statue est conservée au Musée archéologique d'Éphèse.

Le pillage des temples païens semble sous Constantin un moyen commode d'atteindre leurs fidèles[réf. souhaitée]. Libanios, historien contemporain de Constantin, interprète le pillage comme un moyen de bâtir Constantinople, plutôt que par la lutte contre le paganisme. Constantinople était ainsi « littéralement remplie de statues rassemblées, selon les mots de Jérôme de Stridon, par "la mise à nu virtuelle" de chaque cité de l'Orient ».
En utilisant le même prétexte de la restauration, qu'il avait déjà employé au sujet de l'Aelia Capitolina, Constantin acquiert des sites païens en Terre Sainte dans le but de construire des églises. Constantin détruit ainsi le temple d'Aphrodite d'Afqa au Liban. La plupart de ces sites, qui revêtaient une importance symbolique pour la religion chrétienne, étaient considérés comme « pollués » par l'usage de sanctuaires païens et devaient donc d'abord être « désacralisés » ou « déconsacrés ». La pratique de purification d'un site sacré, afin de le débarrasser de ses influences spirituelles antérieures, n'est pas une spécificité chrétienne. Selon les écrits historiques du poète Prudence, elle nécessite de retirer la statue du culte ainsi que son autel. Cependant, dans les faits le processus s'étendait fréquemment à la destruction de l'ensemble des statues et icônes, des stèles votives, et de toute autre image et décoration.
Plusieurs objets du culte sont cependant conservés, agrémentés d'une croix ciselée, et d'autres restent exposés tels des ouvrages d'art. La frise du Parthénon est ainsi conservée, sous une forme modifiée, après la conversion chrétienne du temple[réf. souhaitée]. Au chêne sacré de Mambré, un site vénéré et occupé par les Juifs et les païens, Constantin aurait ordonné l'incendie des idoles, la destruction de l'autel et l'érection d'une église. L'archéologie du site démontre cependant que l'église de Constantin et les bâtiments qui l'accompagnent n'occupaient qu'un secteur périphérique de l'enceinte, délaissant le site originel.
Si le nombre de temples construits décline dans l'empire, pour des raisons essentiellement financières, après la fin du IIe siècle, le règne de Constantin permet la commande et la construction de temples. La dédicace de nouveaux temples est attestée dans les archives historiques et archéologiques jusqu'à la fin du IVe siècle.
Sous Constantin, comme pendant la première décennie des règnes de ses fils, la plupart des temples restent ouverts aux cérémonies païennes officielles, et pour les libations et offrandes d'encens. L'Église s'oppose au pillage des temples païens par les chrétiens, même lorsque ceux-ci sont persécutés par les païens. En 305, les évêques espagnols décrètent que quiconque est tué en brisant des idoles ne devait pas officiellement être considéré comme un martyr, car il agit par provocation. En dépit des écrits polémiques d'Eusèbe de Césarée affirmant que Constantin avait rasé tous les temples, l'empereur s'est vraisemblablement contenté de les négliger.

## Constance II
Constance II édicte des interdictions selon la maxime connue[réf. souhaitée] :
« Cesset superstitio ; sacrificiorum aboleatur insania »
« Que la superstition cesse ; que la folie des sacrifices soit abolie »
Il fait retirer l'autel de la Victoire de la salle de réunion du Sénat. L'autel avait été installé par Auguste en 29 avant J.-C. ; chaque sénateur sacrifiait sur l'autel avant d'entrer dans la salle du Sénat. Peu après le départ de Constance, l'autel est restauré, vraisemblablement par l'empereur Julien. Constance ferme des temples[réf. souhaitée], met fin aux allégements fiscaux et aux subventions aux païens, et impose la peine de mort pour ceux qui consultent les devins.  L'empereur mène une persécution des païens dans la durée, et interdit les sacrifices dans toutes les localités et villes de l'empire sous peine de mort et de confiscation des biens.
Pour l'historien catholique Charles George Herbermann, la législation de Constance II envers le paganisme a eu une influence considérable, et sert en partie d'inspiration à l'Inquisition au Moyen Age.

### Politique religieuse modérée
La relative modération de Constance II à l'égard du paganisme se reflète dans le fait qu'il n'ait jamais tenté de dissoudre les différents collèges sacerdotaux romains ou les Vestales et n'a pas non plus agi contre les différentes écoles païennes. Il est par ailleurs resté pontifex maximus jusqu'à sa mort. Il faut attendre vingt ans après son décès pour qu'un sénateur païen proteste contre le traitement réservé à sa religion[réf. souhaitée].
À certains moments, Constance protège le paganisme lui-même, en maintenant notamment la protection assurée par la loi aux temples extérieurs à la cité. L'historien Ammien Marcellin rapporte dans ses Res Gestae, que le culte et les sacrifices païens continuent à se dérouler ouvertement à Alexandrie et à Rome. Le calendrier romain de l'année 354 cite de nombreuses fêtes païennes, comme si elles étaient encore observées de façon publique.

### Législation contre la magie et la divination
En 357, Constance II interdit à quiconque de consulter un devin, un astrologue ou un augure ; son décret énumère les voyants, les Chaldéens, les magiciens et « tous les autres » qui devaient être réduits au silence, puisque que le peuple les appelait des malfaiteurs. Au IVe siècle, Augustin d'Hippone assimile également l'ancienne religion romaine et les pratiques divinatoires à de la magie, illégale. Les textes législatifs ont ensuite tendance à associer systématiquement paganisme, divination et magie.

### Application du droit
L'application de la législation contre les païens rencontre fréquemment des difficultés concrètes. Au sein de l'administration impériale, le paganisme est encore largement répandu. Les élites de l'époque, notamment de nombreux gouverneurs, des magistrats et même des évêques freinent l'application de la loi ou la rendent impuissante[réf. souhaitée].
Certains chrétiens encouragent l'empereur à prendre des mesures extrêmes dans son zèle pour éradiquer le paganisme, par exemple à la suite de l'abolition des sacrifices. Julius Firmicus Maternus, écrivain converti au christianisme plaide ainsi : « Le paganisme, très saints empereurs, doit être totalement détruit et effacé, et discipliné par les plus sévères promulgations de vos édits, de peur que l'illusion mortelle de la présomption ne continue à souiller le monde romain ».